# Alexandra Shipp
Alexandra Shipp (Phoenix, 16 juli 1991) is een Amerikaans actrice.

## Carrière
Alexandra Shipp werd in 1991 geboren in Phoenix, Arizona. Ze verhuisde op 17-jarige leeftijd naar Los Angeles om haar acteercarrière na te streven. Haar eerste acteersrol was in 2009 in Alvin and the Chipmunks: The Squeakquel. Dit werd gevolgd door gastrollen in Switched at Birth en Victorious. In 2013 speelde ze in het derde seizoen van Nickelodeon's  House of Anubis als KT Rush. 
In 2015 was ze te zien in de biopic Straight Outta Compton. In 2016 speelde ze Storm in X-Men: Apocalypse.